# Amt Zwenkau
Das Amt Zwenkau war eine im Sekundogenitur-Fürstentum Sachsen-Merseburg gelegene territoriale Verwaltungseinheit des Kurfürstentums Sachsen. Bis zur Abtretung an Preußen im Jahr 1815 bildete das Amt den räumlichen Bezugspunkt für die Einforderung landesherrlicher Abgaben und Frondienste, für Polizei, Rechtsprechung und Heeresfolge. Seit 1655 war das Amt Zwenkau in das Amt Lützen integriert.

## Geographische Lage
Das Amt Zwenkau lag in der Leipziger Tieflandsbucht. Es wurde von der Weißen Elster durchflossen. 

## Angrenzende Herrschaften
| Sachsen-Merseburg (Amt Lützen) | Kreisamt Leipzig                            |                  |
| Sachsen-Merseburg (Amt Lützen) | Kompassrose, die auf Nachbargemeinden zeigt | Kreisamt Leipzig |
|                                | Amt Pegau                                   |                  |

## Geschichte
Zwenkau ist eine der ältesten Städte im heutigen Sachsen; als slawische Siedlung wurde die Stadt 974 erstmals urkundlich erwähnt und als Civitas im Gau Chutizi bezeichnet. Kaiser Otto II. übertrug die Stadt damals dem Bistum Merseburg.
Das Amt Zwenkau war seit dem 13. Jahrhundert ein bischöfliches Amt des Hochstifts Merseburg. Nach der Leipziger Teilung 1485 wurde das Amt zum Einflussbereich der albertinischen Linie der Wettiner gerechnet. Durch die Säkularisation des Bistums Merseburg gelangte das Bistum mit seinen Ämtern im Jahr 1547 an das Kurfürstentum Sachsen und wurde 1561 kursächsisches Nebenland. 
Das merseburgische Amt Zwenkau wurde 1655 Teil des Amts Lützen. Zwischen 1657 und 1738 gehörte das Amt Lützen mit Zwenkau dem wettinischen Sekundogenitur-Fürstentum Sachsen-Merseburg an. 
Nach der Niederlage Napoleons und des mit ihm verbündeten Königreichs Sachsen musste das Königreich Sachsen nach Beschluss des Wiener Kongresses im Jahr 1815 einen großen Teil seines Gebietes an das Königreich Preußen abtreten. Das Amt Lützen wurde dabei geteilt. Der größere Westteil wurde der preußischen Provinz Sachsen (Landkreis Merseburg) angegliedert, der kleinere Ostteil kam an das sächsische Amt Leipzig. Das Amt Zwenkau blieb wie der Ostteil bei Sachsen und wurde 1819 dem Amt Pegau angegliedert.

## Bestandteile
Städte
- Zwenkau

Amtsdörfer
- Zeschwitz (anteilig)